# Liste des trophées de la Western Hockey League

La Western Hockey League est une ligue mineure de hockey sur glace professionnel ayant opéré de 1952 à 1974 dont les équipes participantes étaient basées dans l'ouest du Canada et des États-Unis. Comme la plupart des ligues de hockey sur glace, la WHL récompensait les joueurs de son circuit en fonction de leurs performances. Cet article présente la liste des récipiendaires pour chacun des trophées remis par la WHL.

## Trophée collectif
La Coupe du président, renommée coupe Lester-Patrick à partir de 1960, récompense l'équipe championne des séries éliminatoires.
- 1953 - Flyers d'Edmonton
- 1954 - Stampeders de Calgary
- 1955 - Flyers d'Edmonton
- 1956 - Warriors de Winnipeg
- 1957 - Regals de Brandon
- 1958 - Canucks de Vancouver
- 1959 - Totems de Seattle
- 1960 - Canucks de Vancouver
- 1961 - Buckaroos de Portland
- 1962 - Flyers d'Edmonton
- 1963 - Seals de San Francisco
- 1964 - Seals de San Francisco
- 1965 - Buckaroos de Portland
- 1966 - Maple Leafs de Victoria
- 1967 - Totems de Seattle
- 1968 - Totems de Seattle
- 1969 - Canucks de Vancouver
- 1970 - Canucks de Vancouver
- 1971 - Buckaroos de Portland
- 1972 - Spurs de Denver
- 1973 - Roadrunners de Phoenix
- 1974 - Roadrunners de Phoenix

## Trophées individuels

### Coupe George-Leader
Nommé en l'honneur de George « Al » Leader, président de la WHL de 1952 à 1969, la coupe George-Leader, ou George Leader Cup en anglais, est le trophée qui était remis au joueur considéré le meilleur de la saison. De 1957 à 1959, la WHL est partagée en deux divisions et un joueur de chacune d'entre elles est récompensé. Avec six trophées, Guyle Fielder est celui l'a remportée le plus de fois tandis que les Canucks de Vancouver sont l'équipe qui a compté le plus de récipiendaires de cette coupe avec huit joueurs récompensés,.
- 1953 - Emile Francis (Canucks de Vancouver)
- 1954 - Gump Worsley (Canucks de Vancouver)
- 1955 - Max McNab (Royals de New Westminster)
- 1956 - Phil Maloney (Canucks de Vancouver)
- 1957 -
  - Division Coast : Guyle Fielder (Americans de Seattle)
  - Division Prairie : Lucien Dechêne (Regals de Brandon)
- 1958 -
  - Division Coast : Guyle Fielder (Americans de Seattle)
  - Division Prairie : Sid Finney (Stampeders de Calgary)
- 1959 -
  - Division Coast : Guyle Fielder (Totems de Seattle)
  - Division Prairie : Ed Dorohoy (Stampeders de Calgary)
- 1960 - Hank Bassen (Canucks de Vancouver) et Guyle Fielder (Totems de Seattle)
- 1961 - Lou Jankowski (Stampeders de Calgary)
- 1962 - William MacFarland (Totems de Seattle)
- 1963 - Phil Maloney (Canucks de Vancouver)
- 1964 - Guyle Fielder (Totems de Seattle)
- 1965 - Billy McNeill (Canucks de Vancouver)
- 1966 - Billy McNeill (Canucks de Vancouver)
- 1967 - Guyle Fielder (Totems de Seattle)
- 1968 - Art Jones (Buckaroos de Portland)
- 1969 - John Hanna (Totems de Seattle)
- 1970 - Andy Bathgate (Canucks de Vancouver)
- 1971 - Art Jones (Buckaroos de Portland)
- 1972 - Franck Huck (Spurs de Denver)
- 1973 - Ken Broderick (Gulls de San Diego)
- 1974 - Lyle Bradley (Golden Eagles de Salt Lake)

### Trophée du meilleur pointeur
Le Trophée du meilleur pointeur, ou Leading Scorer Award en anglais, était remis au joueur ayant inscrit le plus de points durant la saison régulière. Le classement des pointeurs a été dominé par deux joueurs en particulier : Guyle Fielder, vainqueur du trophée à neuf reprises, et Art Jones, meilleur pointeur six fois,.

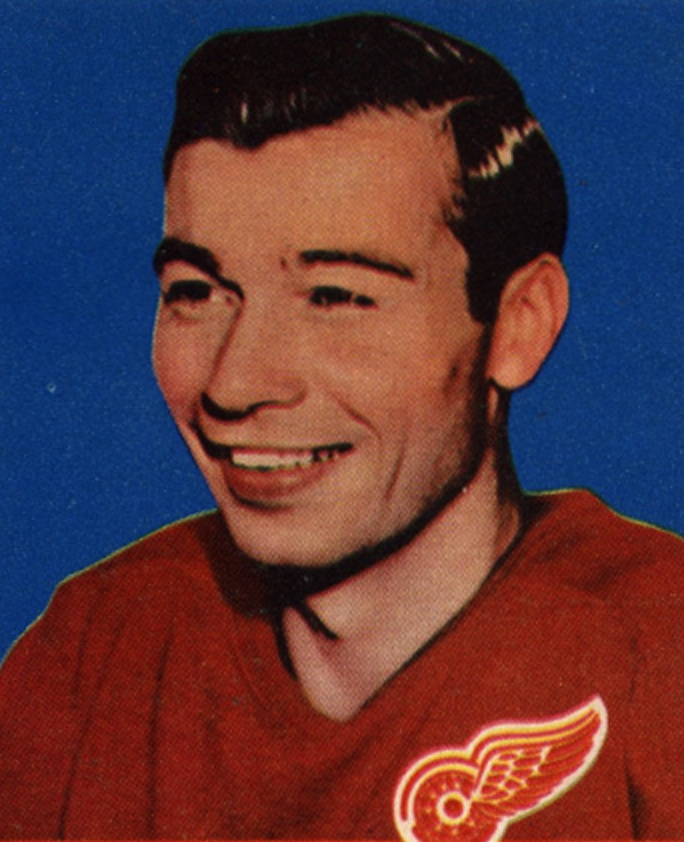
Guyle Fielder, vainqueur du trophée à neuf reprises.

- 1953 - Earl Reibel (Flyers d'Edmonton)
- 1954 - Guyle Fielder (Bombers de Seattle)
- 1955 - Bronco Horvath (Flyers d'Edmonton)
- 1956 - Phil Maloney (Canucks de Vancouver)
- 1957 - Guyle Fielder (Americans de Seattle)
- 1958 - Guyle Fielder (Americans de Seattle)
- 1959 - Guyle Fielder (Totems de Seattle)
- 1960 - Guyle Fielder (Totems de Seattle)
- 1961 - Art Jones (Buckaroos de Portland)
- 1962 - Gene Mekilok (Comets de Spokane)
- 1963 - Guyle Fielder (Totems de Seattle)
- 1964 - Guyle Fielder (Totems de Seattle)
- 1965 - Guyle Fielder (Totems de Seattle)
- 1966 - Cliff Schmautz (Buckaroos de Portland)
- 1967 - Guyle Fielder (Totems de Seattle)
- 1968 - Art Jones (Buckaroos de Portland)
- 1969 - Art Jones (Buckaroos de Portland)
- 1970 - Art Jones (Buckaroos de Portland)
- 1971 - Art Jones (Buckaroos de Portland)
- 1972 - Art Jones (Buckaroos de Portland)
- 1973 - Bob Walton (Totems de Seattle)
- 1974 - Lyle Bradley (Golden Eagles de Salt Lake)

### Trophée du gardien de but exceptionnel
Le Trophée du gardien de but exceptionnel, ou Outstanding Goalkeeper Award en anglais, était le trophée remis au gardien de but ou la paire de gardiens dont l'équipe a encaissé le moins de buts durant la saison régulière. Afin de pouvoir être éligible, les gardiens devaient avoir joué un minimum de 25 parties complètes ou 1 500 minutes. Jim McLeod est le gardien qui a gagné cette récompense le plus de fois, avec quatre distinctions,.

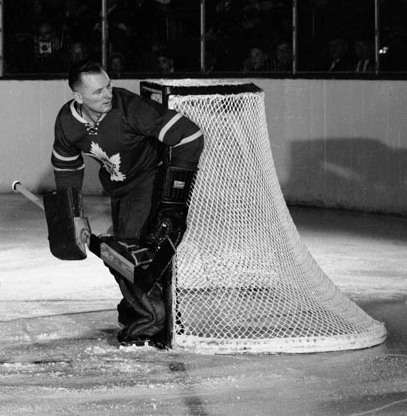
Johnny Bower, meilleur gardien de la WHL en 1955.

- 1953 - Emile Francis (Canucks de Vancouver)
- 1954 - Gump Worsley (Canucks de Vancouver)
- 1955 - Johnny Bower (Canucks de Vancouver)
- 1956 - Ray Mikulan (Canucks de Vancouver)
- 1957 - Lucien Dechêne (Regals de Brandon)
- 1958 - Marcel Pelletier (Canucks de Vancouver)
- 1959 - Lucien Dechêne (Quakers de Saskatoon)
- 1960 - Hank Bassen (Canucks de Vancouver)
- 1961 - Don Head (Buckaroos de Portland)
- 1962 - Al Millar (Totems de Seattle)
- 1963 - Don Head (Buckaroos de Portland)
- 1964 - Al Millar (Invaders de Denver)
- 1965 - Jim McLeod (Totems de Seattle)
- 1966 - Don Head (Buckaroos de Portland)
- 1967 - Jim McLeod (Totems de Seattle)
- 1968 - Marv Edwards (Buckaroos de Portland)
- 1969 - Jim McLeod et Dave Kelly (Buckaroos de Portland)
- 1970 - George Gardner (Canucks de Vancouver)
- 1971 - Jim McLeod et Dave Kelly (Buckaroos de Portland)
- 1972 - Bob Johnson (Spurs de Denver)
- 1973 - Ken Broderick (Gulls de San Diego)
- 1974 - Rick Charron (Buckaroos de Portland)

### Trophée de la recrue
Le Trophée de la recrue, ou Rookie Award en anglais, était le trophée récompensant le meilleur joueur jouant sa première saison professionnelle au sein de la WHL. De 1957 à 1959, la WHL était partagée en deux divisions et un joueur de chacune d'entre elles était récompensé. Les Canucks de Vancouver est l'équipe qui a produit le plus de meilleures recrues, avec six joueurs récompensés,.

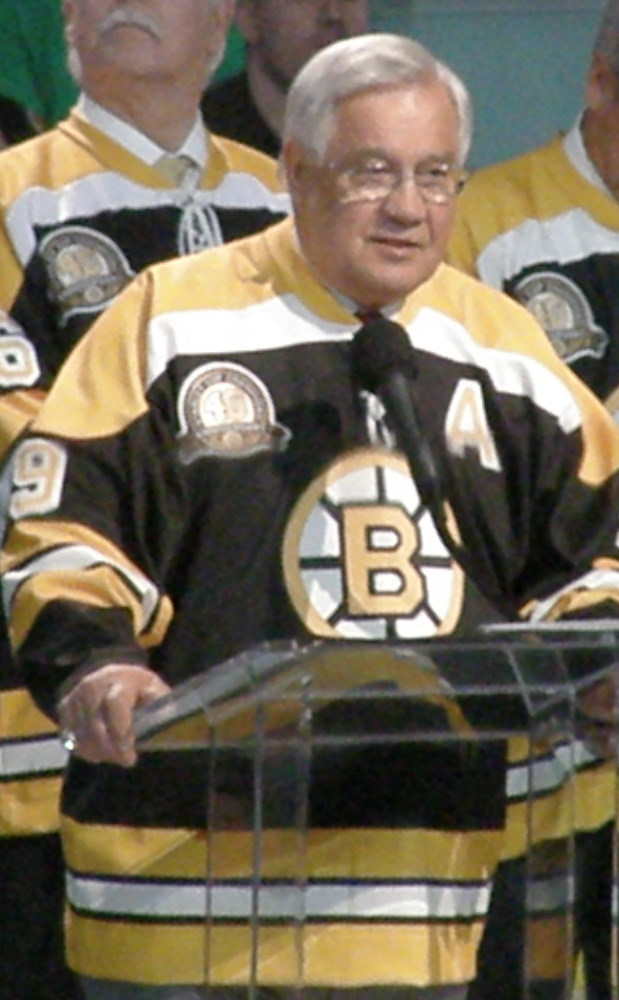
Johnny Bucyk, meilleure recrue de la WHL en 1955.

- 1953 - Gerry Foley (Bombers de Seattle)
- 1954 - Don Poile (Flyers d'Edmonton)
- 1955 - Johnny Bucyk (Flyers d'Edmonton)
- 1956 - Barry Cullen (Warriors de Winnipeg)
- 1957 - 
  - Division Coast : Dennis Olson (Royals de New Westminster)
  - Division Prairie : Dennis Riggin (Flyers d'Edmonton)
- 1958 -
  - Division Coast : Orland Kurtenbach (Canucks de Vancouver)
  - Division Prairie : Art Stratton (Warriors de Winnipeg)
- 1959 -
  - Division Coast : Bruce Gamble (Canucks de Vancouver)
  - Division Prairie : Roy Edwards (Stampeders de Calgary)
- 1960 - Norman Waslawski (Warriors de Winnipeg)
- 1961 - Don Head (Buckaroos de Portland)
- 1962 - Jim Baird (Canucks de Vancouver)
- 1963 - Gilles Villemure (Canucks de Vancouver)
- 1964 - Dave Kelly (Buckaroos de Portland)
- 1965 - George Swarbrick (Seals de San Francisco)
- 1966 - Bill Orban (Blades de Los Angeles)
- 1967 - Ron Boehm (Canucks de Vancouver)
- 1968 - Walt McKechnie (Roadrunners de Phoenix)
- 1969 - Jack Michie (Totems de Seattle)
- 1970 - Brad Selwood (Canucks de Vancouver)
- 1971 - Jake Rathwell (Golden Eagles de Salt Lake)
- 1972 - Bob Whitlock (Roadrunners de Phoenix)
- 1973 - Ron Huston (Golden Eagles de Salt Lake)
- 1974 - Larry Patey (Golden Eagles de Salt Lake)

### Coupe Fred-J.-Hume
Nommé en l'honneur de Fred J. Hume, l'un des fondateurs de la WHL, la coupe Fred-J.-Hume, ou Fred J. Hume Cup en anglais, était remise à partir de 1961 au joueur considéré le plus gentilhomme de la saison. Andrew Hebenton a remporté ce trophée à six reprises,.

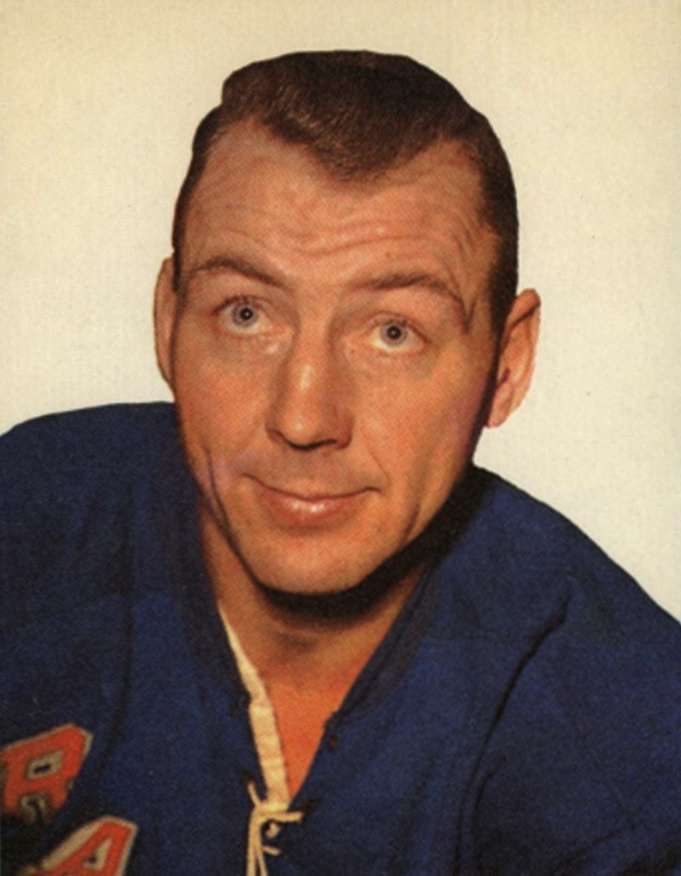
Andrew Hebenton, vainqueur du trophée à six reprises.

- 1961 - Gord Fashoway (Buckaroos de Portland)
- 1962 - Phil Maloney (Canucks de Vancouver)
- 1963 - Phil Maloney (Canucks de Vancouver)
- 1964 - Lou Jankowski (Invaders de Denver)
- 1965 - Andrew Hebenton (Buckaroos de Portland)
- 1966 - Guyle Fielder (Totems de Seattle)
- 1967 - Guyle Fielder (Totems de Seattle)
- 1968 - Phil Maloney (Canucks de Vancouver)
- 1969 - Guyle Fielder (Totems de Seattle)
- 1970 - Andrew Hebenton (Buckaroos de Portland)
- 1971 - Andrew Hebenton (Buckaroos de Portland)
- 1972 - Andrew Hebenton (Buckaroos de Portland)
- 1973 - Andrew Hebenton (Buckaroos de Portland)
- 1974 - Andrew Hebenton (Buckaroos de Portland)

### Coupe Hal-Laycoe
Nommé en l'honneur de Hal Laycoe, ancien défenseur émérite ayant connu par la suite une carrière d'entraîneur au sein de la WHL, la coupe Hal-Laycoe, ou Hal Laycoe Cup en anglais, récompensait à partir de 1965 le défenseur considéré le plus exceptionnel par ses pairs,.
- 1965 - Pat Stapleton (Buckaroos de Portland)
- 1966 - Connie Madigan (Buckaroos de Portland)
- 1967 - Larry Cahan (Canucks de Vancouver)
- 1968 - Alex Hucul (Roadrunners de Phoenix)
- 1969 - John Hanna (Totems de Seattle)
- 1970 - Marc Réaume (Canucks de Vancouver)
- 1971 - John Hanna (Totems de Seattle)
- 1972 - Alex Hucul (Roadrunners de Phoenix)
- 1973 - David Dunn (Totems de Seattle)
- 1974 - John Barber (Roadrunners de Phoenix)